# Madagaszkári vadbors
A madagaszkári vadbors (Piper borbonense) vadon élő, a borsfélék családjába tartozó kúszónövény. Rokona a fekete borsnak és a kubébaborsnak (Piper cubeba). Délkelet-Madagaszkár esőerdeiben él, 20-30 méterre is felkapaszkodva.

## Felhasználása
Termése a gasztronómiában több néven is ismert:  madagaszkári voatsiperifery, vad dzsungelbors vagy Bourbon-bors. A voatsiperifery elnevezés a malgas voa (gyümölcs) szóból és a növény helyi nevéből (tsiperifery) származik.
A borsból évente nagyjából 1500 kilogrammnyit szüretelnek kézzel, június és augusztus között. A leszedett termés frissen vöröses, szárítva sötétbarna, magjához apró szár tartozik. Illóolajtartalma magas, illata virágra és citromra emlékeztet, íze csípős és enyhén édeskés. Tíz kilogramm friss borsból nagyjából egy kilogramm napon szárított fűszer lesz.
Ajánlják zöldfűszeres sült halakhoz, tenger gyümölcseihez, steakhez, vadakhoz, bárányhoz, sertéshez, sült csirkéhez, sült zöldségekhez, salátákhoz, tehéntúróhoz, kecskesajthoz, burgonyához, avokádóhoz, édes szószokhoz, gyümölcsökhöz.